# فرودگاه سکن نخون
فرودگاه سکن نخون (به انگلیسی: Sakon Nakhon Airport) یک فرودگاه همگانی با کد یاتا SNO است که یک باند فرود آسفالت دارد و طول باند آن ۲۶۰۰ متر است. این فرودگاه در شهر ساکون نکهون کشور تایلند قرار دارد و در ارتفاع ۱۶۱ متری از سطح دریا واقع شده است.

## شرکت‌های هواپیمایی و مقصدهای پروازی
| شرکت‌های هواپیمایی | مقصدهای پروازی | Terminal |
| ----------------- | -------------- | -------- |
| Nok Air           | دن موئنگ       | Domestic |
| تای ایرآسیا       | دن موئنگ       | Domestic |